# 機械受容器

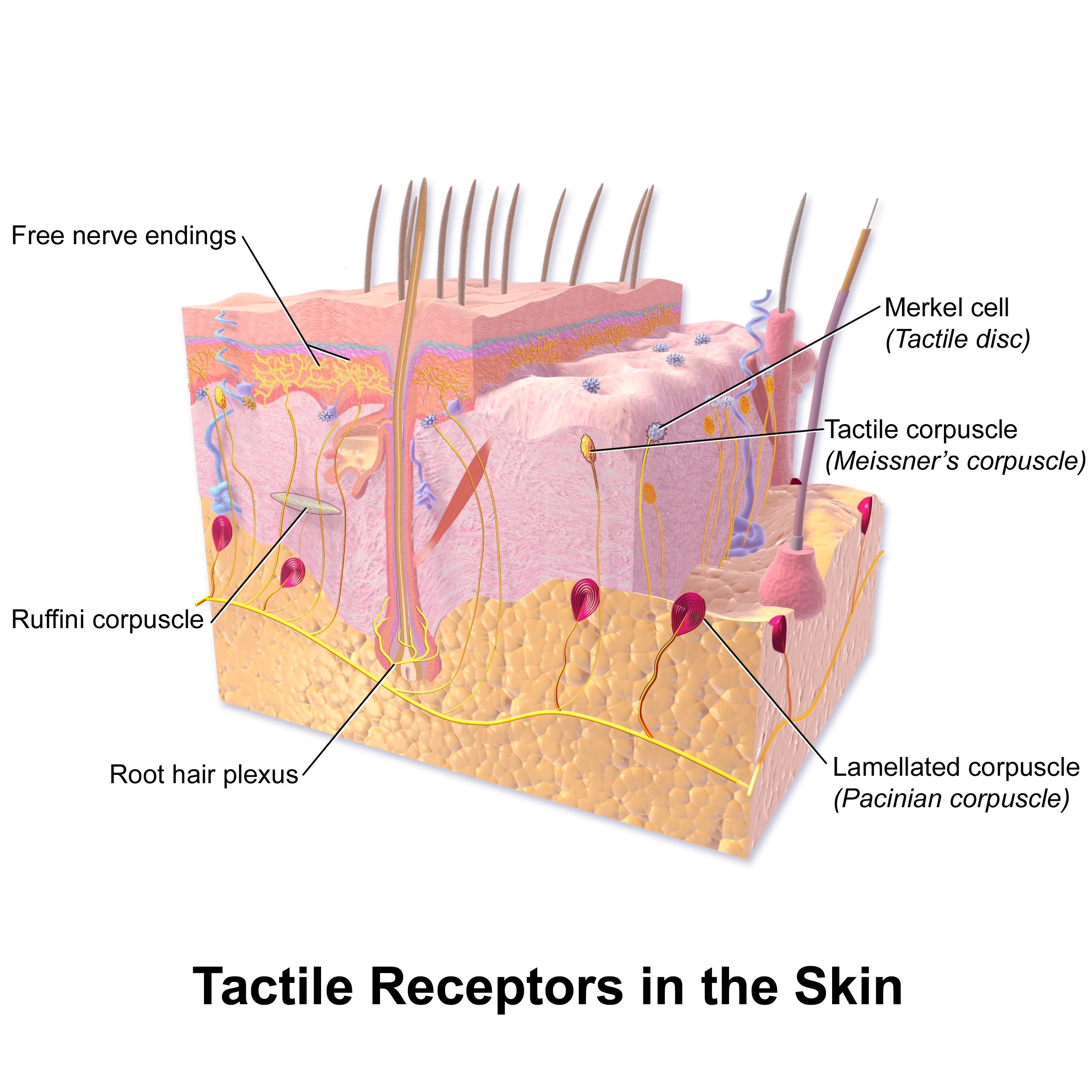
触覚受容器

機械受容器（きかいじゅようき、mechanoreceptor）は、機械刺激をうけて最終的に求心性インパルスの発生をひきおこす受容器の総称である。触覚・聴覚・重力覚・平衡覚・圧覚・張力覚・振動覚などに関する受容器が該当する。機械刺激とは物理的な力、あるいは力による変形を指す。機械受容器においては機械受容細胞（mechanosensory cell）の細胞膜にある機械受容チャネルが（mechanosensitive channel）、機械刺激によって生じる細胞膜の張力を感じて開き、受容器電位を発生する。パチニ小体のような神経終末が感覚細胞になっている場合はその細胞が求心性インパルスを発生し、内耳の有毛細胞のように感覚細胞と神経細胞が別の場合は感覚細胞が神経細胞に情報伝達をしたのちに神経細胞が求心性インパルスを発生する。

## 機械受容チャネル
細胞膜にかかる力や変形を感じて開くイオンチャネル。細胞膜を構成する脂質二重層の張力を感じるタイプと、細胞骨格の力を感じるタイプの2種類がある。前者は原核生物と真核生物の両方に存在し、後者は真核生物のみに存在する。原核生物の機械受容チャネルとしてはMscL、MscSが、真核生物の機械受容チャネルとしてはTRPV4などのTRPチャネル、TREKなどが知られている。